# Attilio Stazio
Attilio Stazio (Napoli, 18 giugno 1923 – Napoli, 7 marzo 2010) è stato un numismatico italiano.

## Biografia
Formatosi alla scuola di Laura Breglia, è stato docente di Numismatica greco-romana all'Università di Napoli "Federico II" presso la quale ricopriva la posizione di professore emerito. È stato animatore, fin dagli esordi, nel 1961, dei Convegni internazionali di studi sulla Magna Grecia di Taranto, noti anche come Convegni tarantini, organizzati dall'ISAMG, Istituto per la storia e l'archeologia della Magna Grecia, di cui è stato presidente.
L'istituto, oltre all'organizzazione dei convegni annuali, dispone di una biblioteca di oltre ventimila volumi, a disposizione di studenti e studiosi. Attilio Stazio ha fatto parte del consiglio direttivo della Società Magna Grecia, fondata da Umberto Zanotti Bianco nel 1920, e nel consiglio direttivo della Società napoletana di storia patria.
È stato anche membro del Circolo numismatico pugliese, a cui aveva aderito nel 1954. È stato direttore del Museo archeologico nazionale di Napoli, e ha ricoperto l'incarico di presidenza della Soprintendenza alle Antichità per la Puglia e il Materano, al cui vertice gli succederanno Felice Gino Lo Porto e l'amico Dinu Adameșteanu.
Presso l'Università di Lecce ha diretto il Dipartimento di Scienze dell'Antichità, fondato da Giuseppe Nenci come Istituto di Archeologia e Storia antica, al cui vertice era stato in precedenza Dinu Adameșteanu. È stato presidente dell'Istituto italiano di numismatica, con sede in Roma dal 1991 fino alla morte, avvenuta il 7 marzo 2010 nella sua casa di Napoli.

### Premi e riconoscimenti
Nel 2006 gli è stata conferita dal Ministero dei beni culturali la Medaglia d'oro ai Benemeriti della cultura e dell'arte, accompagnato dalla seguente motivazione: «Archeologo di chiara fama, particolarmente esperto in numismatica greca e romana, è socio di Enti italiani e stranieri e Direttore dei più importanti istituti numismatici italiani. Ha prodotto numerosi scritti sulla storia dell'arte greca, delle antichità greche e romane e della numismatica della Magna Grecia, italica e bizantina»
Nel 2008 ha ricevuto la cittadinanza onoraria della città di Taranto. Nel 2009 gli è stato conferito il Premio “Maestri di numismatica” dal Circolo numismatico pugliese.

## Premi
- 1995, Premio internazionale Colonie Magna Grecia "Arialdo Tarsitano" con la seguente motivazione «Ad Attilio Stazio, che in sintesi di studio e d'opera sa mirabilmente ridare voce alla grande civiltà della Magna Grecia»[11]
- 2009, Premio “Maestri di numismatica” conferito dal Circolo numismatico pugliese.